# Randy Spears
Randy Spears (Kankakee, Illinois; 18 de junio de 1961) es un exactor y director pornográfico estadounidense. Algunas veces, apareció mencionado como Greg Ory o Greg Slavin.

## Biografía
Spears se introdujo a la industria en 1987 por medio de Ona Zee, y, poco después se casó con Danielle Rogers, quien también estaba en la industria porno. Randy y Danielle se divorciaron en el 2000. Spears se casó con la actriz y modelo de Playboy Demi Delia en 2006.
Spears rodó su primera película interpretando el papel del detective Hank Smith en la película The Case of the Sensuous Sinners ( el caso de los sensuales pecadores), lanzada en 1988. En 1990, ganó el Premio de Mejor Actor de AVN por su actuación en The Masseuse, con Hyapatia Lee. Spears también desempeñó el personaje del capitán Jim Quirk en "Sexo Trek", que es un sexo-parodia de Star Trek. Ese año ingresó en el Salón de la fama AVN.
La galardonada actriz Asia Carrera a menudo comentaba que le hubiese gustado tener a Spears para una prestación de servicios personales para ella. Spears también actuó con Vicky Vette.
Aunque debutó como realizador en 2001 con April in january es a partir de 2006, cuando su carrera como director empieza a despegar y va en reemplazo de su faceta de actor.
Se retiró en 2011.

## Premios
- 2006 AVN Award por mejor actor de reparto - Eternity[1]
- 2006 AVN Award por mejor escena de sexo grupal - Dark Side[1]
- 2006 XRCO Award – por mejor actor – Curse Eternal[2]
- 2007 AVN Award – por mejor escena de sexo grupal - FUCK[1]
- 2007 AVN Award – mejor actor - Manhunters[1]
- 2007 F.A.M.E. Award – actor masculino favorito[3]
- 2008 AVN Award – mejor actor de reparto - Flasher[4]
- 2008 XRCO Award – por mejor actor – Black Widow[2]

## Filmografía parcial
- Co-ed confidential:shopomores(papa de karen) (2007)
- All Sex No Talk 2 (2005)
- Babes Behind Bars (2005)
- Cum Eating Teens 4 (2005)
- Dirty Little Devils 3 (2005)
- Dripping Wet Sex 12 (2005)
- Ethnic City (2005)
- Full Exposure (2005)
- Nasty Sluts Who Love It in Their Ass (2005)
- O Ring Blowout (2005)
- Pandora's Box (2005)
- Perfect Pink 20: Seduction (2005)
- Playful Exotic Bottoms (2005)
- Prisoner (2005)
- Young Natural Breasts 8 (2005)
- Young Pink 8 (2005)
- Young Ripe Mellons 7 (2005)
- XXX Training (2001)
- Snatch Adams (2002)
- The Pink Hunther (1999)
- Hung Wankenstein (1993)
- What about Boob? (1994)
- Sex Trek: The Next Penetration (1995)
- The Plumber's Revenge 2 (1996)

## Otras referencias
- Randy Spears fue mencionado el comíc por internet Least I Could Do.